# Mount Aldaz
Mount Aldaz är ett berg i Antarktis. Det ligger i Västantarktis. Inget land gör anspråk på området. Toppen på Mount Aldaz är 2 520 meter över havet.
Terrängen runt Mount Aldaz är varierad. Mount Aldaz är den högsta punkten i trakten. Trakten är obefolkad. Det finns inga samhällen i närheten.